# Gare de Compans
La gare de Compans est une halte ferroviaire française de la ligne de La Plaine à Hirson et Anor (frontière), située sur le territoire de la commune de Compans, dans le département de Seine-et-Marne, en région Île-de-France.
C'est une halte ferroviaire de la Société nationale des chemins de fer français (SNCF) desservie par des trains Transilien.

## Situation ferroviaire
Établie à 73 m d'altitude, la gare de Compans est située au point kilométrique (PK) 29,107 de la ligne de La Plaine à Hirson et Anor (frontière), entre les gares de Mitry - Claye et Thieux - Nantouillet. La voie, placée en remblai, sépare la partie ancienne du bourg d'un quartier plus récent au sud-est du pont ferroviaire sous lequel passe la rue Saint-Lambert.
Elle est équipée de deux quais : le quai « 1 », pour la voie « 1 », et le quai « 2 », pour la voie « 2 », disposant chacun d'une longueur utile de 231 m.

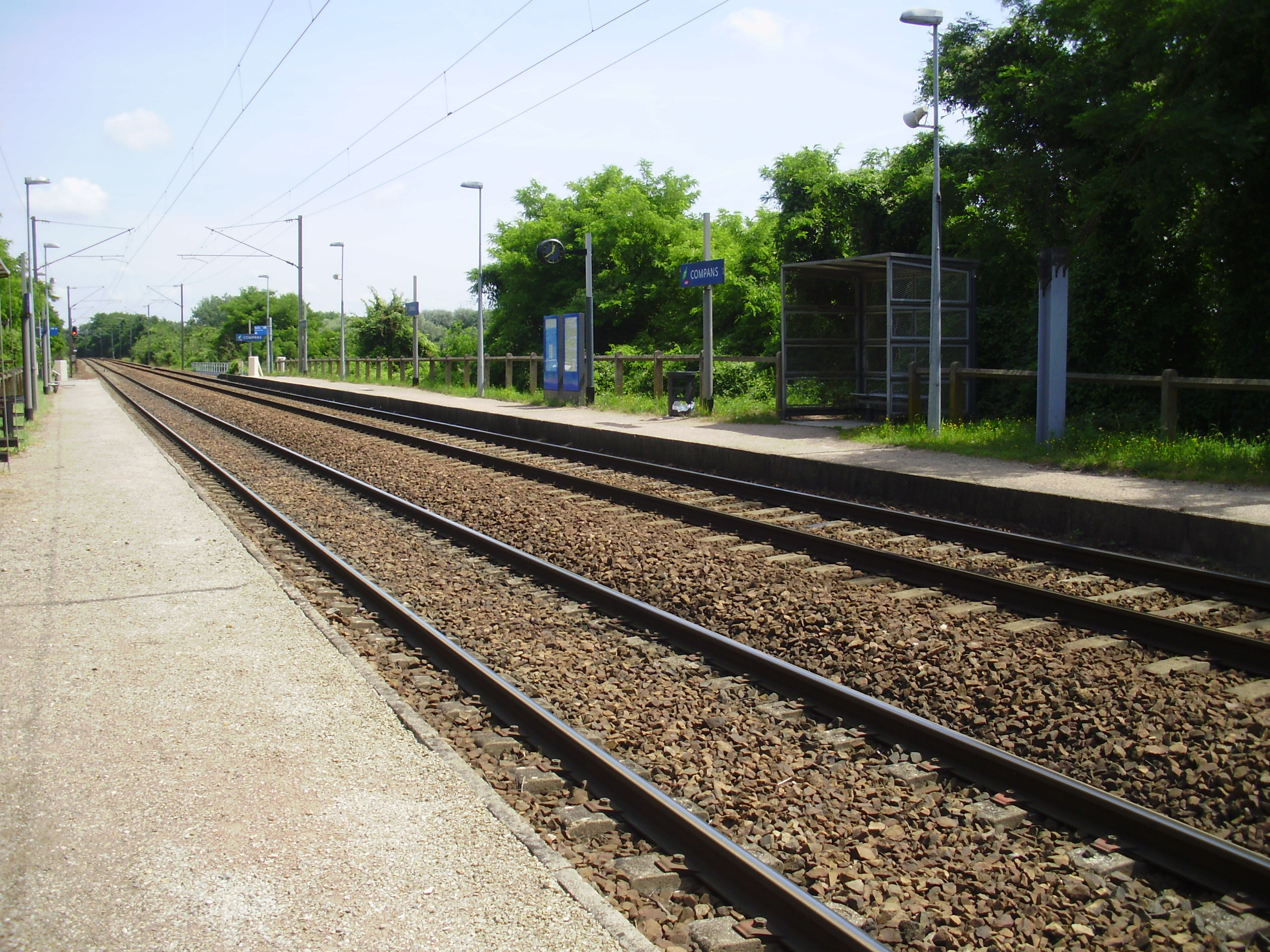
À gauche le quai pour Crépy-en-Valois et à droite le quai pour Paris.

## Histoire

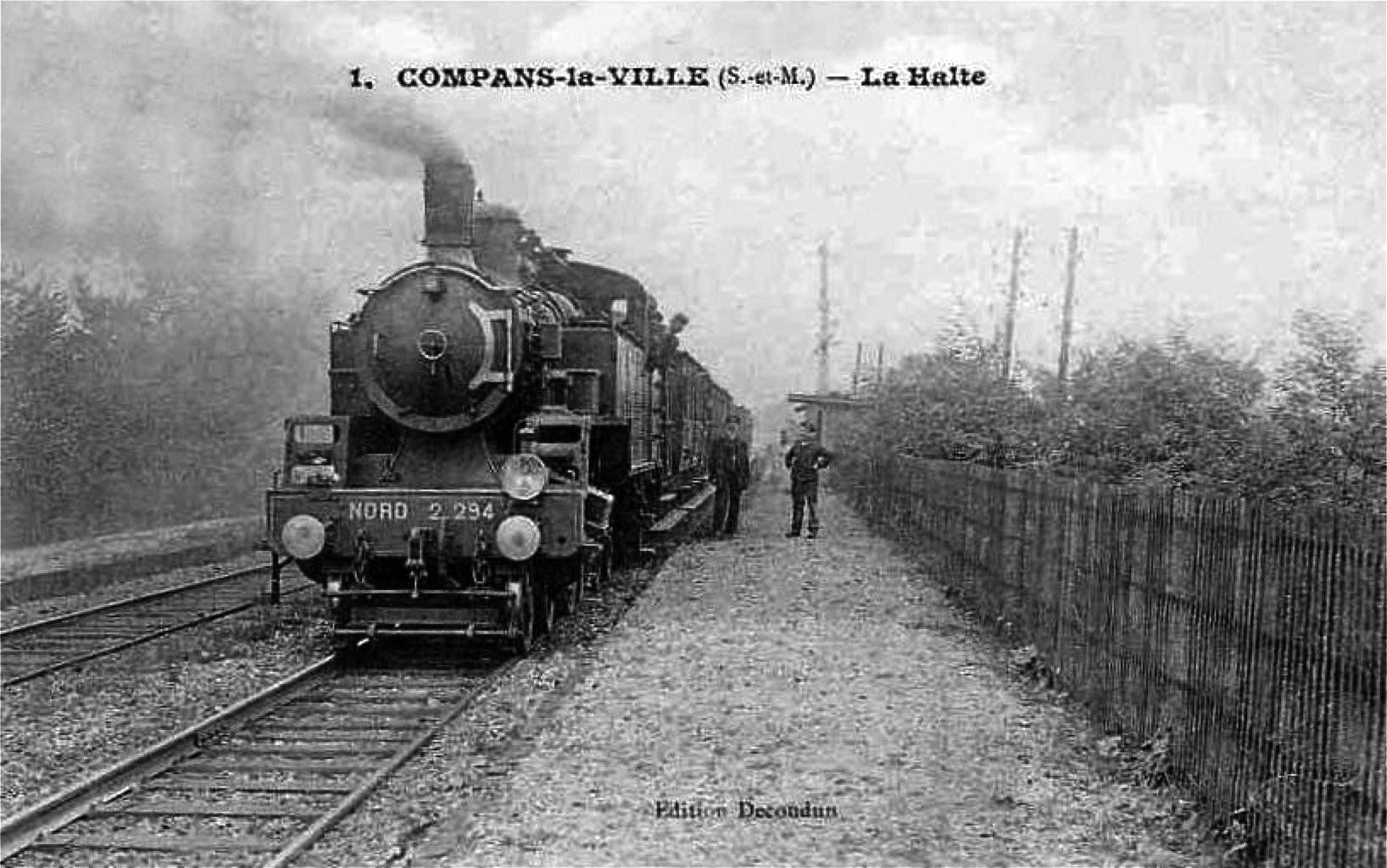
La halte de Compans avant 1907.

Lorsque la Compagnie des chemins de fer du Nord met en service le 31 août 1861 la section de la gare de Sevran à la gare de Villers-Cotterêts il n'y a pas de gare ou de halte sur la commune de Compans qui compte moins de 200 habitants.
Les Compannais vont pendant des années devoir faire environ quatre kilomètres pour prendre le train en gare de Mitry - Claye. Le 1er mars 1891 la Petite Gazette de Dammartin annonce un accord entre la compagnie du Nord et la municipalité pour l'ouverture prochaine d'une halte près du village. Au début des années 1900 (avant 1907), le conseiller municipal Decoudun, par ailleurs aubergiste et commerçant, édite une carte postale présentant la halte de Compans avec un train tracté par la locomotive « Nord 2 294 ».
En 1990, la halte ne comporte pas d'abris sur les quais.

## Fréquentation
De 2015 à 2023, selon les estimations de la SNCF, la fréquentation annuelle de la gare s'élève aux nombres indiqués dans le tableau ci-dessous.
| Année     | 2015   | 2016   | 2017   | 2018   | 2019   | 2020   | 2021   | 2022   | 2023   |
| --------- | ------ | ------ | ------ | ------ | ------ | ------ | ------ | ------ | ------ |
| Voyageurs | 40 731 | 41 082 | 39 917 | 40 000 | 38 205 | 19 210 | 33 426 | 35 359 | 35 537 |

## Service des voyageurs

### Accueil
La halte de Compans, située à proximité du bourg, est accessible à partir de la rue Saint-Lambert par deux escaliers encadrant le pont ferroviaire qui permet le passage de la voie au-dessus de la rue, chacun accédant à l'un des deux quais. Halte SNCF à accès libre du réseau Transilien, elle offre un équipement minimum. Un automate pour la vente des titres de transport Transilien vient s'ajouter aux abris de quais et aux panneaux d'informations.

### Desserte
Compans est desservie par les trains de la ligne K qui effectuent des missions entre les gares de Paris-Nord et Crépy-en-Valois.

### Intermodalité
Le centre du bourg est situé à moins de 200 mètres de l'entrée de la halte. La gare est desservie par les lignes 2116 et 2124 du réseau de bus Roissy Est.

## Galerie de photos

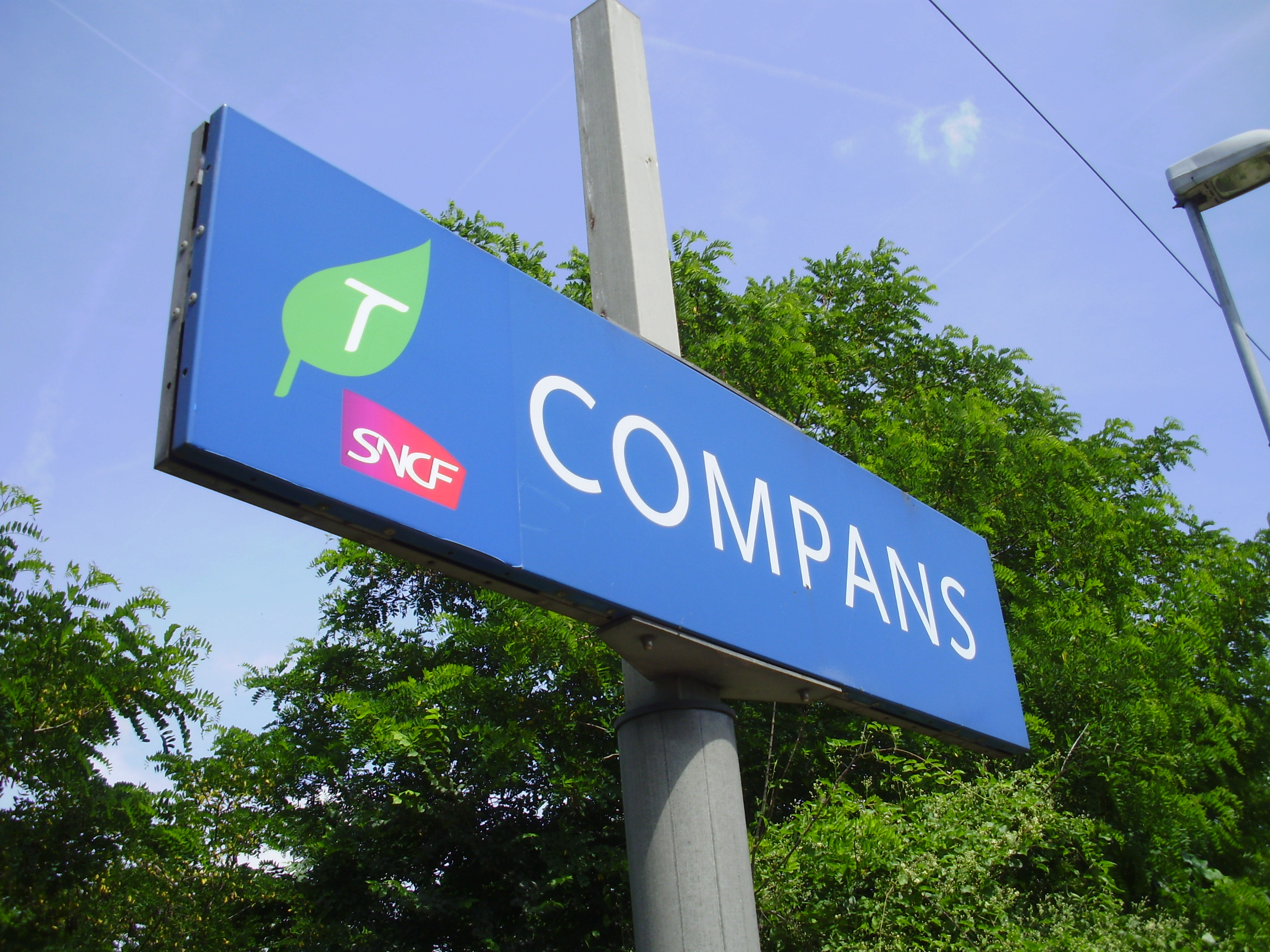
Panneau de quai avec le nom de la halte.
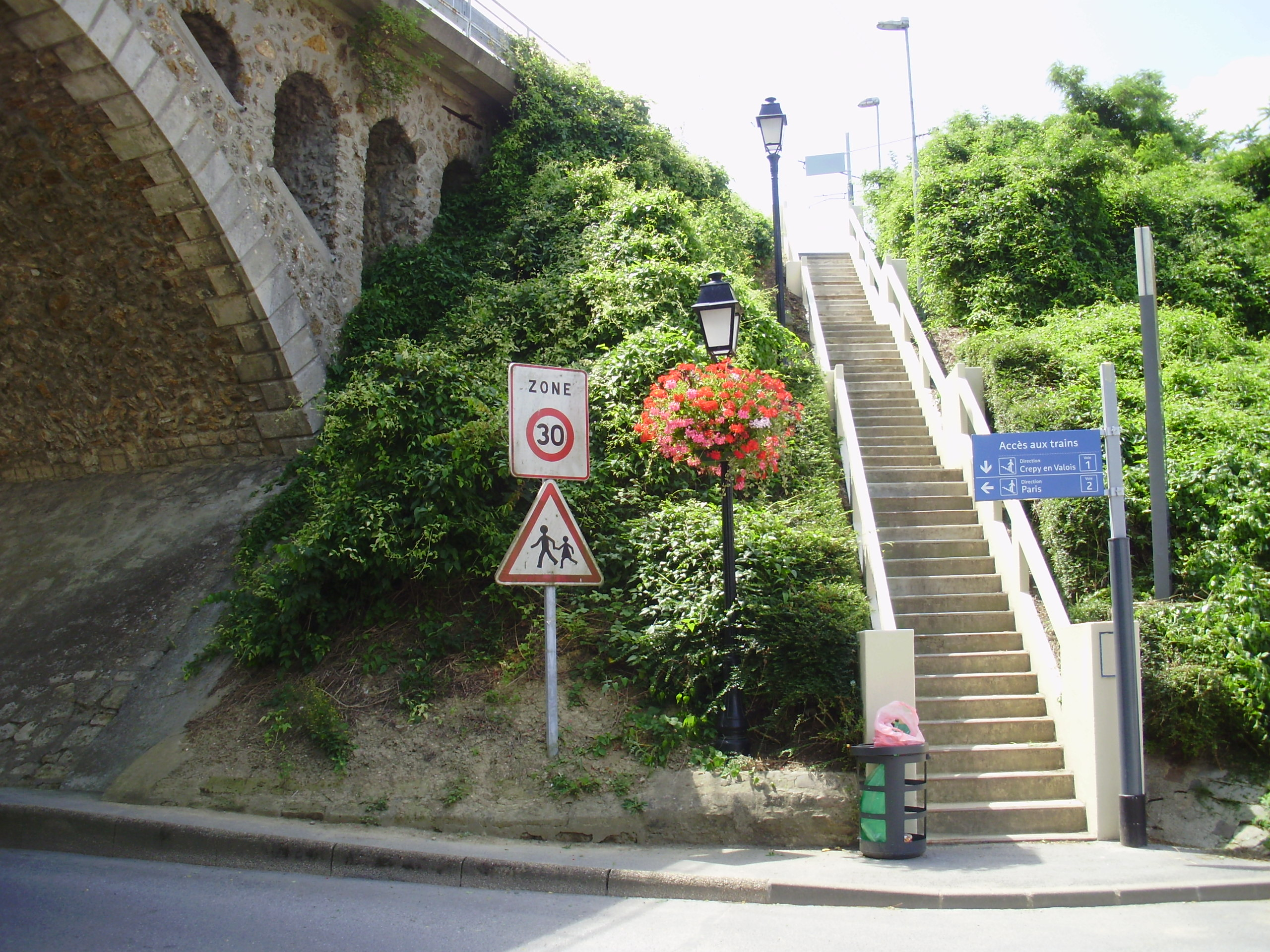
Accès au quai en direction de Crépy-en-Valois.
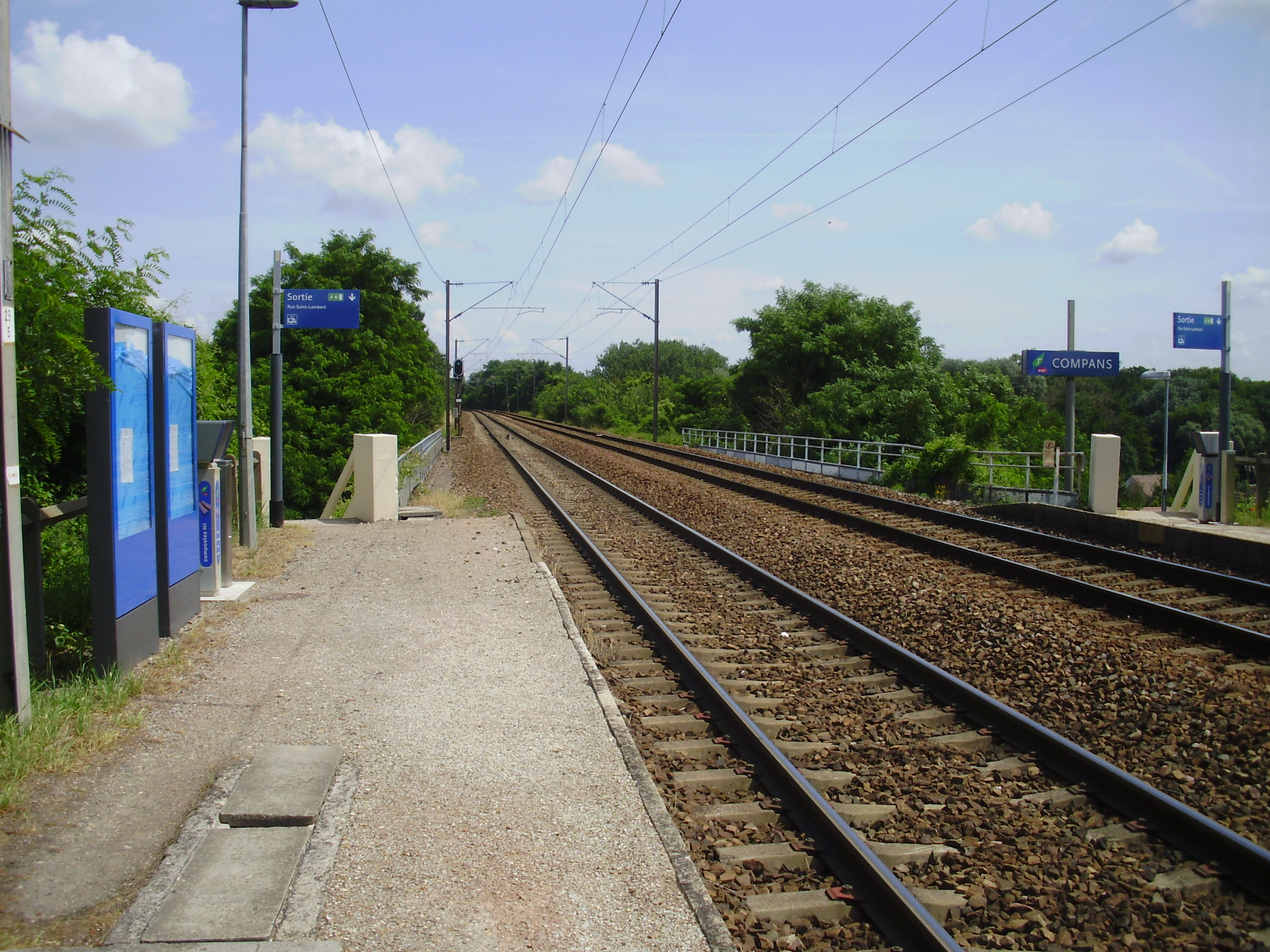
Entrées et sorties de la halte.
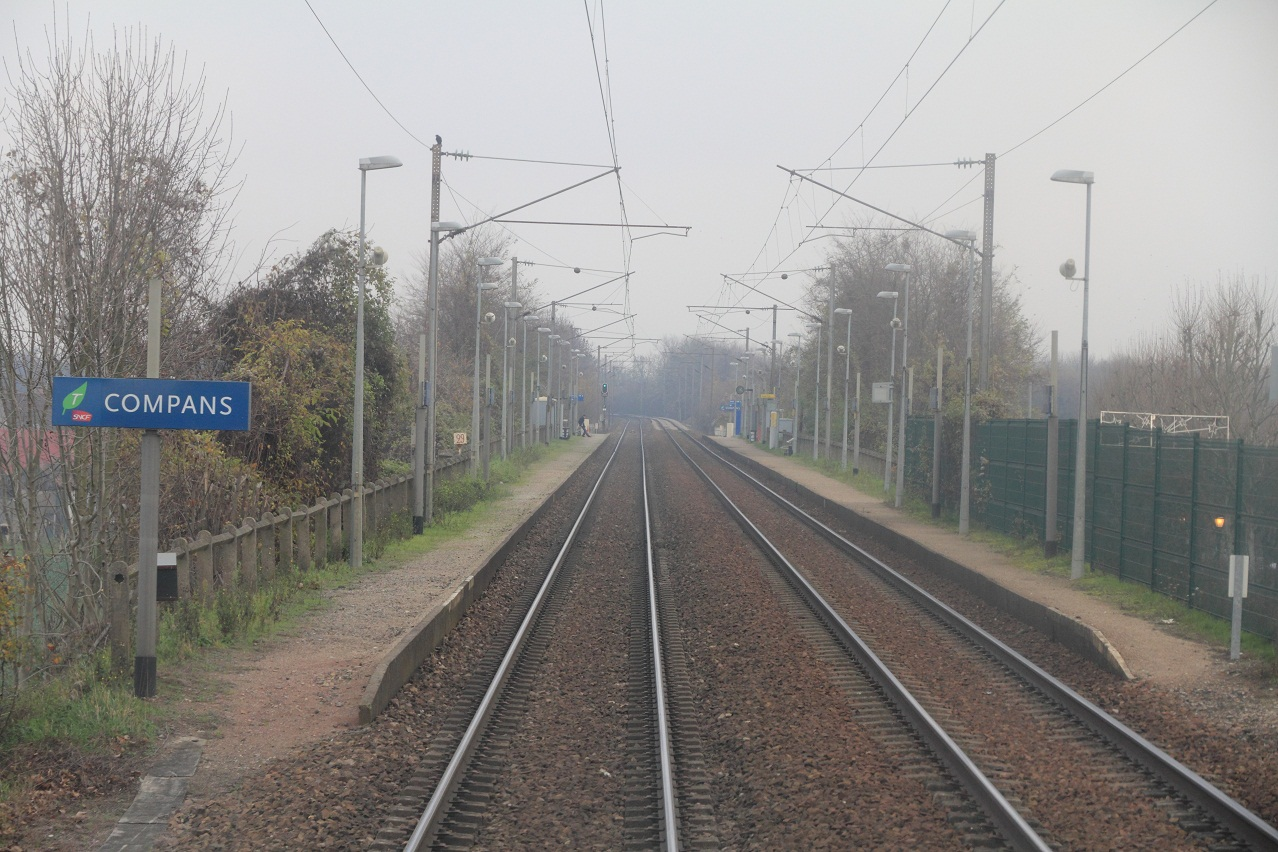
Vue générale de la gare en direction de Crépy en 2012.